# Ramlösa (stadsdel)
Ramlösa (uttal: ['ramløːsa], det vill säga som "Rammlösa") är en stadsdel i den södra delen av Helsingborg. Den 31 december 2020 hade statistikområdet Ramlösa 4 268 invånare.
Ramlösa är starkt förknippat med Ramlösa hälsobrunn och det mineralvatten som sedan länge är känt långt utanför både Skånes och Sveriges gränser. Under 1800-talets byggdes det mycket i Ramlösa och i stigande utsträckning blev brunnen en mötesplats för folk ur den skånska societeten. Ramlösa Hälsobrunn AB hämtar alltjämt sitt vatten via kulvertsystem från Ramlösadalen, men själva produktionen har flyttat upp till det närbelägna Ättekulla.

## Stadsbild
Stadsdelen avgränsas i väster och i söder av stadsmotorvägen av Malmöleden (E4), i norr av Clausgatan och i öster av Österleden. Väster om Ramlösa återfinns stadsdelen Miatorp, dock saknas direkt vägförbindelse då godsbangården samt motorvägen utgör ett formidabelt hinder. I övrigt gränsar stadsdelen till Ättekulla i söder och, från väster till öster, Elineberg, Eskilsminne och Gustavslund i norr.  
I statistikområdet ingår även området öster om Österleden fram till E6/E20, vilket dock mest består av åkermark, förutom Köpingegårdens industriområde i söder och småorten Östra Ramlösa i norr. Gatorna i stadsdelen anspelar på flera ställen till områdets historia som brunnsort med namn som Surbrunnsgatan, Källgatan och Södra Brunnsvägen. Andra gator har fått namn efter någon av brunnsläkarna, till exempel Döbeliusvägen, Stobaeusgatan, Rosenschöldsgatan och Ungegatan. 

### Bebyggelse

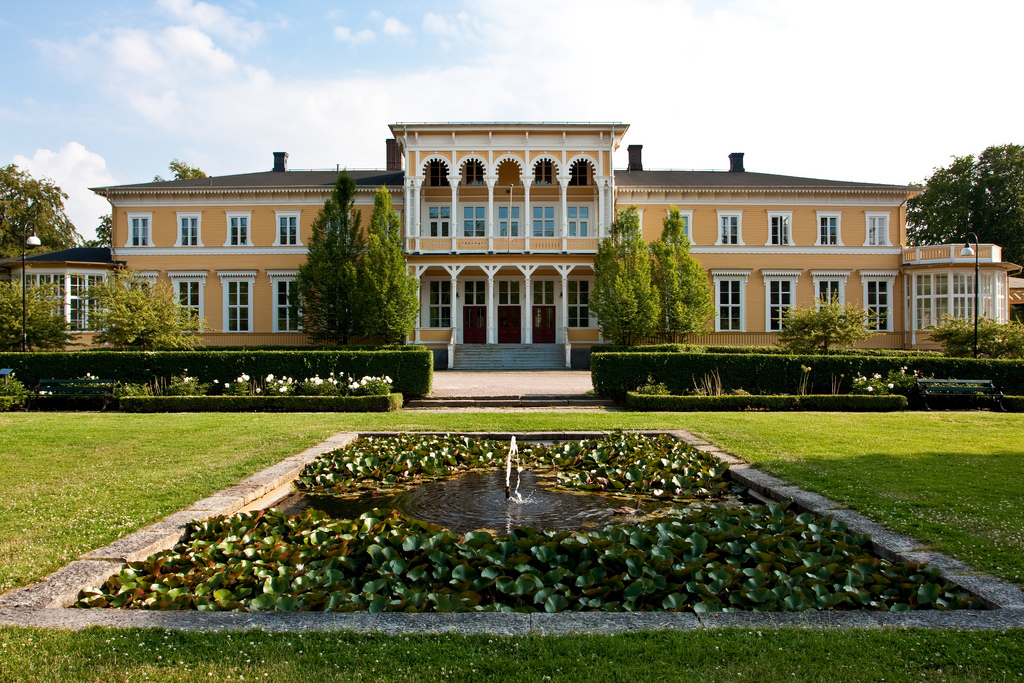
Ramlösa brunnshotell.

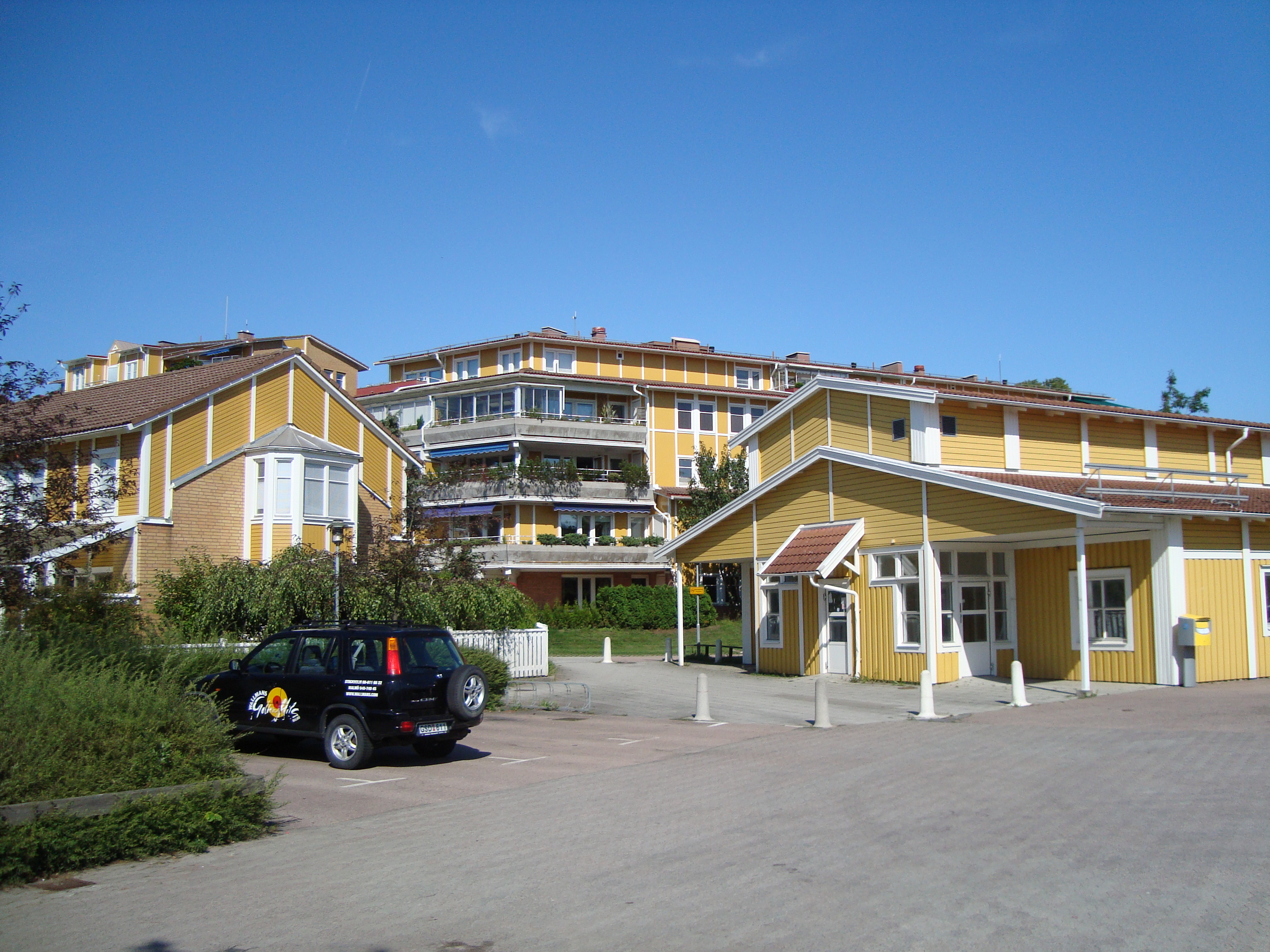
Byggnader i kvarteret Musikanten.

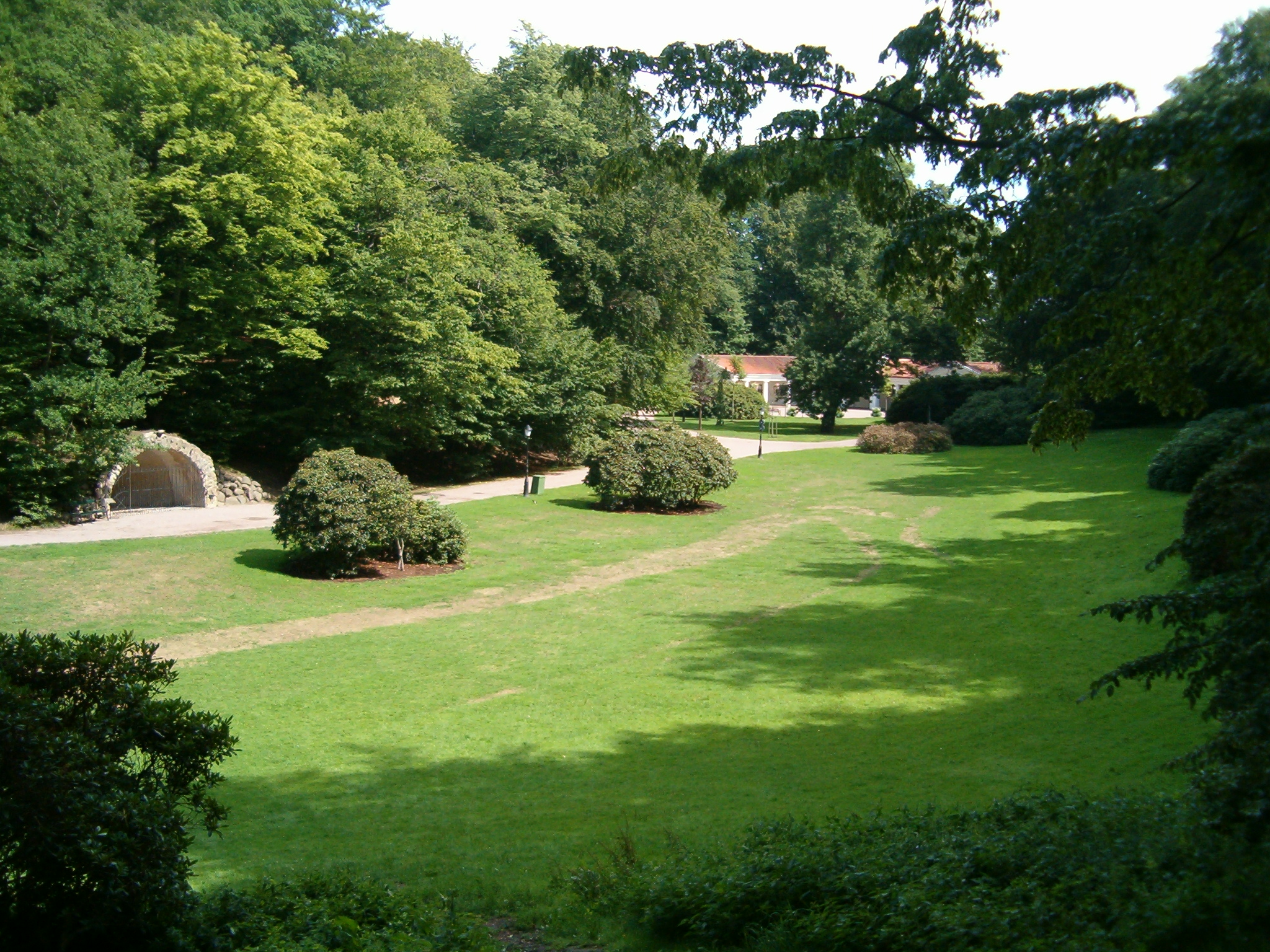
Ramlösadalen.

Bebyggelsen Ramlösa ligger utbredd kring Ramlösa hälsobrunns område, vilket ligger i anknytning till Ramlösadalen och Lussebäcken. I brunnsparken ligger ett flertal kulturhistoriskt värdefulla byggnader, varav flera är skyddade som byggnadsminne. Bland dessa finns Stora Hotellet, Varmbadhuset, Läkarvillan och Vattenpaviljongen. Därutöver finns ett flertal fristående villor som uppförts som boende åt hälsobrunnens gäster. Dessa villor används fortfarande som bostäder, och dessutom har flera av byggnaderna från den gamla hälsobrunnen omvandlats till bostäder, till exempel Varmbadhuset, Läkarvillan och Brunnslasarettet. Byggnaderna är ofta inspirerade av tyska sommarhus och är ofta gulmålade och uppförda med stående träpanel, prydda av lövsågerier, stora balkonger och verandor, ofta målade i vitt.
Hälsobrunnen och Ramlösadalen delar in stadsdelen i en nordlig och en sydlig del, vilka endast sammanbinds genom Södra Brunnsvägen (och lokalt, via Hövdingegatan/Rosenschöldsgatan). En avskiljande verkan har även järnvägen, som följer Folke Bernadottes väg fram till Södra Brunnsvägen, varefter den följer Ramlösadalens sträckning österut. Områdena närmast hälsobrunnen i norr, öster och söder består till största delen av villabebyggelse från slutet av 1800-talet och fram till 1900-talets första decennier. Villorna är av mycket varierande art, dock är de flesta putsade eller med tegelfasader. En av de mer betydelsefulla byggnaderna utanför brunnsområdet är Ramlösa Wärdshus, som ursprungligen uppfördes som "Lilla Hotellet" åt Ramlösa hälsobrunn. Värdshusrörelsen har dock upphört. Bland de äldre byggnaderna har också kompletterande byggnader av yngre datum uppförts. 
Utanför det äldre villaområdet har det under 1960-, 1970- och 1980-talen tillkommit nyare bebyggelse bestående av både villor och radhus, i öster genom bostadsområdet Humlegården, i söder genom kvarteren Källvattnet och Fontänen och genom ett antal mindre kvarter i norr. Direkt väster om hälsobrunnen ligger ett större bostadsområde bestående av kvarteren Dansören och Musikanten. Byggnaderna i kvarteret Dansören uppfördes i slutet av 1970-talet och består av radhus i olika utföranden. Kvarteret Musikanten består främst av radhus, men även av ett antal flerbostadshus, som uppfördes på 1980-talet. Byggnaderna anspelar på bebyggelsen i hälsobrunnen genom att till största delen vara klädda i gulmålad träpanel med vitmålade detaljer. I stadsdelens sydöstra hörn, mot Ättekulla trafikplats, ligger ett mindre halvindustriområde. En mindre industri finns även i stadsdelens nordvästra hörn, vid Ramlösa trafikplats.

### Grönområden
Ramlösa brunnspark är det avgjort mest betydelsefulla grönområdet i stadsdelen. Förutom att enskilda byggnader i parken är skyddade som byggnadsminnen omfattas även hela parkområdet av byggnadsminnesförklaringen. Parken har till största delen karaktären av en engelsk park, bestående av slingrande stigar och öppna gräsytor som på sina ställen skuggas av lummiga träd eller buskar. Området kring Stora Hotellet är dock något mer strukturerat med inhägnade planteringar och tuktade häckar. Strax norr om brunnsparken ligger ett mer skogsliknande område kallat Ekebacken, vilket till största delen består av ekskog med inslag av bok. Skogen följer sedan Ramlösadalen västerut genom nästan hela stadsdelen. Övrig grönska i stadsdelen består till största delen av grönytor i anknytning till de större vägarna som omger stadsdelen, eller i närheten av järnvägen. Mellan just järnvägen och Surbrunnsgatans västra del finns en större, öppen gräsyta som utgör en rest från det äldre jordbrukslandskapet. Även villaträdgårdarnas grönska bidrar till området, då flera av dessa har träd av hög ålder.

## Historia
Ortnamnet stammar enligt de mest vedertagna tolkningarna från järnåldern och är bildat av förledet "ramm", med betydelsen fuktig äng eller våtmark, och efterledet "-lösa", med betydelsen sluttning, äng eller glänta. Av ortnamnet kan man dra slutsatsen att marken troligen hade karaktären av ett bäckkärr, vilket senare troligen torkade ut och skapade möjlighet för bete eller ängsbruk. 

### Äldre tid
Bygden kring dagens stadsdel uppvisar en stor rikedom av arkeologiska fynd, vilket kan sammankopplas med närheten till Råån längre söderut. Boplatser från förhistorisk tid var ofta placerade i anknytning till vattendrag, då dessa erbjöd kommunikationer med såväl yttre sjöfartsleder som bygderna inåt land. I närområdet låg därför ett tre byar med äldre ursprung: Raus kyrkby, Köpinge och Västra Ramlösa. Dessutom har man i en utgrävning från 2005 i området Ramlösagården i stadsdelen Gustavslund funnit spår från en boplats från äldre järnåldern tillsammans med boplatslämningar från flera olika tidsåldrar daterade så långt tillbaka som mellanmesolitikum. Längre österut låg också Östra Ramlösa. Inom själva stadsdelen har dock få arkeologiska fynd gjort, vilket troligen beror på att området är placerat i en dalgång och äldre orter var av försvars- och dräneringshänsyn ofta placerade på höjder. 
Området var därför troligen till största delen obebyggt och endast genomskuret av en landsväg som sträckte sig genom Ramlösadalen och förband Västra Ramlösa, beläget vid korsningen mellan Ramlösavägen/Gustavslundsvägen och Lagmansgatan/Södra Hunnetorpsvägen, med Köpinge, beläget vid nuvarande Ättekulla trafikplats. Landsvägen fortsatte sedan ner till Raus vid Rååns strand. Denna landsväg kan fortfarande spåras i dagens gatumönster genom Lagmansgatans norra del, som sedan övergår till Norra Brunnsvägen och senare Södra Brunnsvägen fram till Ramlösa brunnspark, där den fortsätter som en stig genom parken fram till dess att den åter möter Södra Brunnsvägen vid korsningen med Folke Bernadottes väg och sedan följer Södra Brunnsvägen österut till Österleden, som sedan till stor del följer landsvägens sträckning söderut mot Raus. Bygden kring Ramlösadalen fortsatte att ha denna struktur under en längre tid. I närområdet anlades endast ett antal gårdar, till exempel Humlegården i öster, som har anor från 1500-talet.

### Ramlösa hälsobrunn

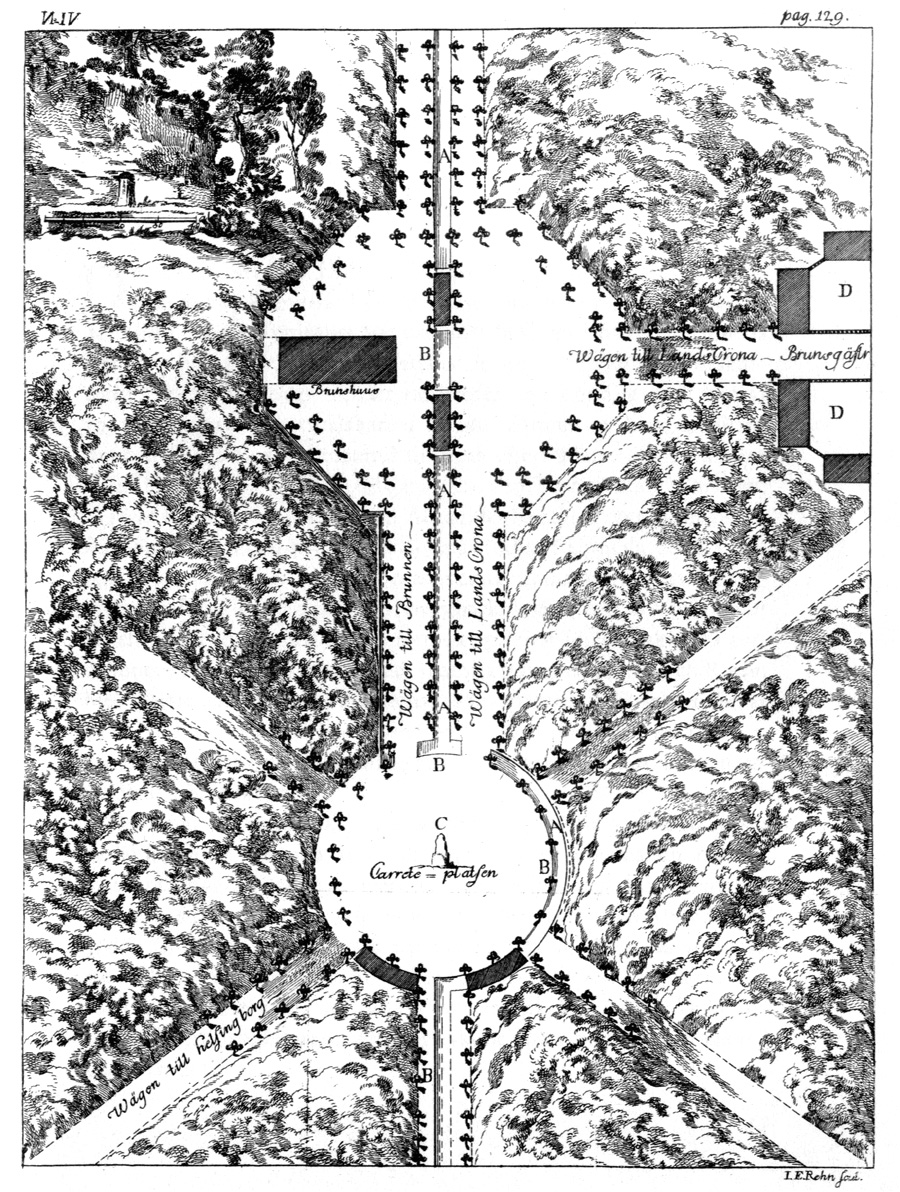
Skiss över Ramlösa brunn i Carl Hårlemans dagbok 1749-1751.

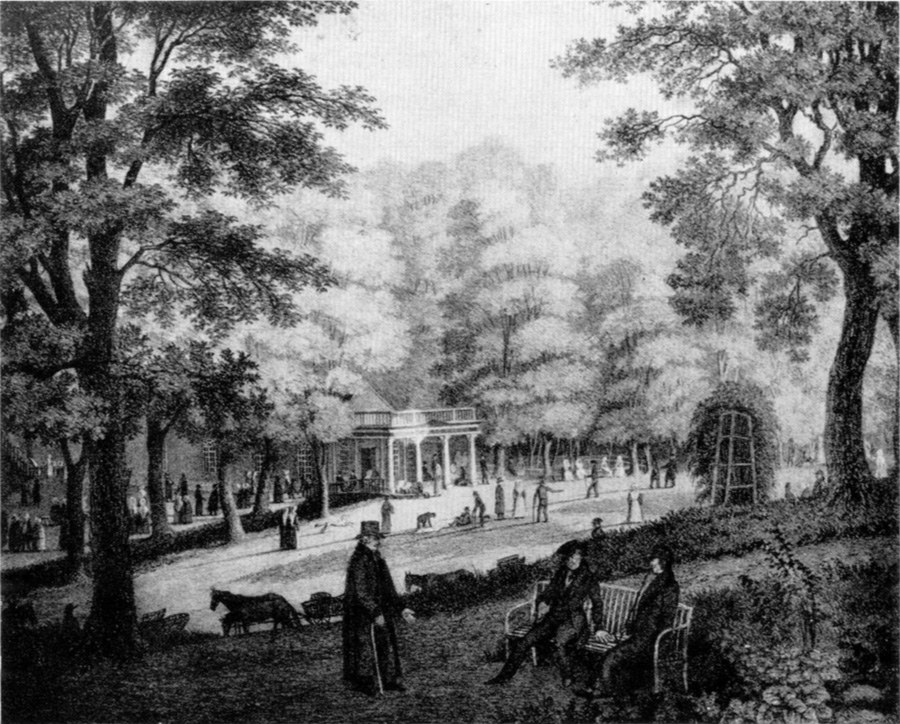
Ramlösa brunn 1816, vy åt öst.

Ryktena om de järnhaltiga källorna i Ramlösa och deras botgörande effekt hade funnits under en längre tid. Under skånska kriget 1675–1679 ska Karl XI:s soldater ha kommit till Ramlösadalen för att återhämta sig. I kanslirådet Lagerbrings levernebeskrivning över fältmarskalken greve Ascheberg anges att soldater som (1677) plågades av fältsjuka, tillfrisknat sedan de kommit att släcka sin törst vid källan vid Ramlösa by. Guvernementsläkaren och medicinprofessorn vid Lunds universitet, Johan Jacob Döbelius, uppmärksammade i början av 1700-talet brunnsvattnet i Ramlösa. Döbelius vände sig till den dåvarande guvernören i Skåne, Magnus Stenbock, som gav tillåtelse, och hjälp, att röja omkring brunnen och den 17 juni 1707, på Karl XII:s 25-årsdag, invigdes brunnen.
Brunnen utvecklades till en klinik och sjukhus dit många sjukliga människor sökte sig för att dricka brunn. Till det utvecklades ett livligt nöjesliv där människor från flera olika samhällsklasser samlades för att umgås i källans omgivningar. Vid 1700-talets mitt uppfördes ett långt brunnshus i korsvirke, vilket dock endast hade fem gästrum. De flesta gästerna på Ramlösa brunn hyrde istället in sig hos lokalbefolkningen. Området kring källan var i rätt dåligt skick och en av brunnens mest framstående besökare, arkitekten Carl Hårleman, blev en av initiativtagarna till en upprustning av källan. Området inhägnades, nya träd planterades och nya vägar och gångar drogs fram. Ramlösa Brunn hade en blomstringstid under brunnsintendenten Eberhard Rosenblad från dennes tillträde 1760, fram till dennes död 1796.  För att ta vara på den popularitet brunnen uppnått bildade man ett aktiebolag för att skaffa kapital till anläggningarnas underhåll. Med hjälp av det nya aktiekapitalet på 16 000 riksdaler kunde man bygga ut anläggningen, till exempel byggdes brunnshuset om, ett nytt värdshus – nuvarande läkarvillan – lades till.
På grund av de många nybyggnaderna tog snart aktiekapitalet slut, vilket gjorde att man med glädje antog hovmarskalken Achates von Platens förslag om att arrendera Ramlösa Brunn i 50 år. Tillsammans med brunnsläkaren Eberhard Zacharias Munck af Rosenschöld stod von Platen bakom brunnens nya glansperiod, von Platen genom sina investeringar och utvidgningar av anläggningen och Munck af Rosenschöld genom sina kontakter som byggde upp hälsobrunnens rykte som "socialt inneställe". Bland annat besökte många medlemmar av kungafamiljen regelbundet parken. Särskilt kronprins Oscar (senare Oscar I) var en flitig besökare. År 1824 överlät von Platen brunnen till överste Carl von Dannfelt, som också han gjorde stora investeringar i utbyggnader av anläggningarna. Brunnen drabbades av ett kraftigt bakslag 1840 då både den populäre doktorn af Rosenschöld och ägaren Dannfelt dog inom loppet av ett år. Därefter följde en period av många ägarbyten och stor förvirring som varade fram till 1855, då ett nystartat bolag av skånska affärsmän med ryttarmästare Rudolf Tornérhjelm i spetsen övertog brunnen. År 1865 förbättrades parkens kommunikationer i och med att järnvägen till Landskrona stod färdig, längs vilken Ramlösa hade en egen station, belägen där den nuvarande Ramlösa station ligger. År 1875 förbättrades tågförbindelserna ytterligare i och med att Helsingborg-Hässleholms järnväg byggdes och spåret drogs strax söder om brunnsparken. Här etablerades en andra station åt Ramlösa, som fick namnet Ramlösa Brunns station.
I slutet av 1800-talet borrade man efter kol och lera i området kring brunnsparken, men istället stötte man på stora mängder vatten, vilket gjorde att man avbröt borrandet. Man lät analysera vattnet och resultaten visade att det var mycket rent och rikt på mineraler, i klass med det bästa tyska hälsovattnet – Neuenahrs. Det dröjde dock till 1900-talets början innan man startade en fabrik för att buteljera vattnet. Den första fabriken byggdes 1912 och under 1920-talet blev inkomsterna från vattenfabriken större än de från den traditionella brunnsrörelsen. På 1930-talet fortsatte försäljningen av det buteljerade vattnet att öka. Nu hade den gamla brunnsrörelsen till slut blivit en ekonomisk belastning för företaget och behölls mest av traditionella skäl.

### Området kring hälsobrunnen
Bygden närmast hälsobrunnen utgjordes så sent som vid mitten av 1800-talet fortfarande av åkermark. Genom en hemmansklyvning 1856–57 vid denna tid tillkom dock ett antal nya vägar, som delvis finns kvar i gatunätet. I norr tillkom nuvarande Döbeliusvägen, som till största delen är bevarad, och i söder Humlegårdsgatan, som tidigare utgjorde gränsen mellan Köpinge och Västra Ramlösa. Av denna väg finns dock endast Julinsgatan kvar, men dess sträckning kan avläsas genom ett öppet stråk mellan kvarteren Kirurgen och Åklagaren. Södra Brunnsvägens sträckning från Hyllengrensgatan, runt brunnsområdet och ner till Folke Bernadottes gata härstammar från 1800-talets andra hälft, då ägarna av Ramlösa hälsobrunn beslutade att begära inträde för brunnsområdet.
Den äldsta sammanhängande bebyggelsen utanför hälsobrunnen uppstod längs Södra Brunnsvägen och Surbrunnsgatan i sydost. En rad hus vid Surbrunnsgatans sträckning kan ses redan på Skånska rekognosceringskartan från 1810-talet. På 1880-talet påbörjades en avstyckning av marker tillhörande gården Köpinge nr 7 för bebyggelse längre västerut längs gatan. Här uppfördes mellan 1887 och 1894 ett flertal villor. Viss bebyggelse uppkom också från 1875 i anknytning till Ramlösa Brunns station, längs nuvarande Rosenschöldsgatan. Norr därom uppförde trädgårdsmästaren Nils Fredrik Persson år 1884 ett trädgårdsmästeri. Väster om hälsobrunnen, i anknytning till Ramlösa station, började ett industriområde vid samma tid växa fram i ett område benämnt Ramlösa Nedre. År 1897 anlades Ramlösa Skofabrik AB i kvarteret Herremannen och här anlades också Ramlösa Bandfabrik. År 1909 flyttades Helsingborgs Spikfabrik till en tomt i kvarteret Valsen längre österut. Några av de första större villaområdena började anläggas i början av 1900-talet. År 1901 började änkefrun Christina Bond stycka upp marker tillhörande hemmanet Wästra Ramlösa 2, strax norr om brunnsparken, för villabebyggelse. Den avgjort största avstyckningen av tomter utfördes från 1904, då professor G.A. Unman lät upprätta en plan för villakvarter på de marker nordöst om brunnsparken han köpt upp på 1890-talet. Området omfattade kvarteren Doktorn, Professorn, Assistenten, Konvalescenten, Kurgästen, Läkaren, Badmästaren och Kirurgen. Vid Ramlösa Nedre tillkom också villaområden, då skofabriken anlade ett bostadsområde åt sina arbetare.

### Municipalsamhälle, inkorporering och senare bebyggelse
För Ramlösa inrättades 14 september 1894 ett municipalsamhälle inom Raus landskommun med namnet Köpinge municipalsamhälle. År 1918 inkorporerades hela Raus kommun av Helsingborgs stad, och Ramlösa blev i och med detta en stadsdel i Helsingborg. Under 1900-talets senare del tillkom viss kompletterande bebyggelse. Ett större sammanhängande område av senare datum tillkom söder om Clausgatan i norr och genom bostadsområdet Humlegården i öster. Ett område i anknytning till Brunnsallén omedelbart öster om hälsobrunnen tillhörde brunnens trädgårdsmästeri. Detta hade redan på 1940-talet avdelats i kvarter, men denna plan genomfördes aldrig. På 1970-talet föreslog ett konsortium att området skulle ingå i en kraftig ombyggnad av hälsobrunnens område. Man planerade bland annat att riva det gamla Stora Hotellet och ersätta detta med en servicebyggnad innehållande galleria, bibliotek och konferenslokaler, samt att bygga en större sjukpaviljong, radhus och en 13 våningar hög hotellbyggnad. Dessa planer mötte stora protester, ledda av bland annat Hans Alfredson, och 1973 skänkte istället bolaget parken till staden. Konsortiet nöjde sig med att år 1977 bebygga området väster om Brunnsallén, kvarteret Dansören, med ett radhusområde. Området söder om allén bebyggdes 1983–89 av ett omfattande bostadsområde, främst bestående av radhus och flerbostadshus.
| Befolkningsutvecklingen i Köpinge 1900–1900   | Befolkningsutvecklingen i Köpinge 1900–1900 | Befolkningsutvecklingen i Köpinge 1900–1900 | Befolkningsutvecklingen i Köpinge 1900–1900 | Befolkningsutvecklingen i Köpinge 1900–1900 |
| --------------------------------------------- | ------------------------------------------- | ------------------------------------------- | ------------------------------------------- | ------------------------------------------- |
|                                               |                                             |                                             |                                             |                                             |
| År                                            |                                             |                                             | Folkmängd                                   |                                             |
| 1900                                          | 1900                                        |                                             | 304                                         | †                                           |
| † Befolkning runt ett municipalsamhälle 1900. |                                             |                                             |                                             |                                             |

## Befolkningsutveckling
| Befolkningsutvecklingen i Ramlösa 2000–2020 | Befolkningsutvecklingen i Ramlösa 2000–2020 | Befolkningsutvecklingen i Ramlösa 2000–2020 | Befolkningsutvecklingen i Ramlösa 2000–2020 | Befolkningsutvecklingen i Ramlösa 2000–2020 |
| ------------------------------------------- | ------------------------------------------- | ------------------------------------------- | ------------------------------------------- | ------------------------------------------- |
|                                             |                                             |                                             |                                             |                                             |
| År                                          |                                             |                                             | Folkmängd                                   |                                             |
| 2000                                        | 2000                                        |                                             | 4 641                                       |                                             |
| 2001                                        | 2001                                        |                                             | 4 620                                       |                                             |
| 2002                                        | 2002                                        |                                             | 4 618                                       |                                             |
| 2003                                        | 2003                                        |                                             | 4 603                                       |                                             |
| 2004                                        | 2004                                        |                                             | 4 587                                       |                                             |
| 2005                                        | 2005                                        |                                             | 4 593                                       |                                             |
| 2006                                        | 2006                                        |                                             | 4 586                                       |                                             |
| 2007                                        | 2007                                        |                                             | 4 623                                       |                                             |
| 2008                                        | 2008                                        |                                             | 4 593                                       |                                             |
| 2009                                        | 2009                                        |                                             | 4 594                                       |                                             |
| 2010                                        | 2010                                        |                                             | 4 545                                       |                                             |
| 2011                                        | 2011                                        |                                             | 4 523                                       |                                             |
| 2012                                        | 2012                                        |                                             | 4 535                                       |                                             |
| 2013                                        | 2013                                        |                                             | 4 508                                       |                                             |
| 2014                                        | 2014                                        |                                             | 4 504                                       |                                             |
| 2015                                        | 2015                                        |                                             | 4 482                                       |                                             |
| 2016                                        | 2016                                        |                                             | 4 437                                       |                                             |
| 2017                                        | 2017                                        |                                             | 4 452                                       |                                             |
| 2018                                        | 2018                                        |                                             | 4 414                                       |                                             |
| 2019                                        | 2019                                        |                                             | 4 402                                       |                                             |
| 2020                                        | 2020                                        |                                             | 4 268                                       |                                             |
| Anm: 1.                                     |                                             |                                             |                                             |                                             |

## Demografi

### Befolkningssammansättning
Statistikområdet Ramlösa hade 4 268 invånare den 31 december 2020, vilket utgjorde 3,8 % av befolkningen i hela Helsingborgs tätort (här alla statistikområden i Helsingborgs kommuns innerområde, motsvarande Helsingborgs tätort inklusive vissa närliggande småorter). Medelåldern var vid samma tid 39,5 år, vilket är något lägre än medelåldern för resterande Helsingborg. Den största åldersgruppen inom statistikområdet var 40 till 49 år. Något över 15 % av befolkningen var i denna åldersgrupp. I övrigt har stadsdelen en relativt jämn åldersfördelning, undantaget åldersgrupperna 20 till 29 år samt över 80 år med endast 7,1 % respektive 2,5 % av befolkningen jämfört med 14,7 % och 5,1 % för resten av staden. Ramlösa var den stadsdel med tredje lägsta andelen i åldersgruppen 20 till 29 år efter Råå och Sofieberg.
Andelen personer med utländsk bakgrund, alltså personer som antingen är födda utanför Sverige eller har föräldrar som båda är födda utanför Sverige, var inom statistikområdet 13,0 %, vilket var klart under nivån för övriga Helsingborg med en andel på 30,3 %. Av de invånare som var födda utanför Sverige har Ramlösa en mycket lägre andel personer födda utanför Europa än genomsnittet för staden samt en högre andel från övriga Norden och övriga Europa.
| Åldersfördelning (2020) |        |  |  |  |
| Åldersgrupp             | Andel  |  |  |  |
| 0–9                     | 13,5 % |  |  |  |
| 0–9                     | 11,5 % |  |  |  |
| 10–19                   | 15,2 % |  |  |  |
| 10–19                   | 10,7 % |  |  |  |
| 20–29                   | 7,1 %  |  |  |  |
| 20–29                   | 14,7 % |  |  |  |
| 30–39                   | 12,5 % |  |  |  |
| 30–39                   | 14,1 % |  |  |  |
| 40–49                   | 15,3 % |  |  |  |
| 40–49                   | 12,1 % |  |  |  |
| 50–59                   | 13,5 % |  |  |  |
| 50–59                   | 12,5 % |  |  |  |
| 60–69                   | 12,4 % |  |  |  |
| 60–69                   | 10,3 % |  |  |  |
| 70–79                   | 8,0 %  |  |  |  |
| 70–79                   | 8,8 %  |  |  |  |
| 80–                     | 2,5 %  |  |  |  |
| 80–                     | 5,1 %  |  |  |  |
|                         |        |  |  |  |
|                         |        |  |  |  |
| Medelålder              | 39,5   |  |  |  |
| Medelålder              | 40,7   |  |  |  |

| Utländsk bakgrund (2020)                |        |  |  |  |
|                                         |        |  |  |  |
| Andel                                   | 13,0 % |  |  |  |
| Andel                                   | 30,3 % |  |  |  |
| Födelseland (för födda utanför Sverige) |        |  |  |  |
| Region                                  | Andel  |  |  |  |
| Övriga Norden                           | 12,9 % |  |  |  |
| Övriga Norden                           | 7,3 %  |  |  |  |
| Övriga Europa                           | 50,4 % |  |  |  |
| Övriga Europa                           | 37,8 % |  |  |  |
| Övriga Världen                          | 36,7 % |  |  |  |
| Övriga Världen                          | 54,8 % |  |  |  |

### Utbildning och inkomst
Befolkningen i Ramlösa hade den 31 december 2020 en generellt sett högre utbildningsnivå än Helsingborg som helhet. Andelen invånare mellan 20 och 64 år med endast förgymnasial utbildning var klart under genomsnittet för staden och andelen med eftergymnasial utbildning högre än genomsnittet. Störst var andelen med eftergymnasial utbildning på 3 år eller högre, med 34,2 %. Medelinkomsten för statistikområdet uppgick 2020 till 471 100 kronor jämfört med 402 800 kronor för Helsingborg som helhet. Kvinnornas medelinkomst uppgick till 73,7 % av männens, vilket är en större skillnad än för hela Helsingborgs tätort där andelen uppgick till ungefär 80 %. Stadsdelen hade stadens näst högsta löneskillnad mellan könen efter Norr.
| Utbildningsnivå (2020) |        |  |  |  |
| Utbildning             | Andel  |  |  |  |
| Förgymnasial           | 5,3 %  |  |  |  |
| Förgymnasial           | 13,2 % |  |  |  |
| Gymnasial (≤2 år)      | 14,6 % |  |  |  |
| Gymnasial (≤2 år)      | 16,8 % |  |  |  |
| Gymnasial (3 år)       | 25,5 % |  |  |  |
| Gymnasial (3 år)       | 25,8 % |  |  |  |
| Eftergymn. (<3 år)     | 19,5 % |  |  |  |
| Eftergymn. (<3 år)     | 16,8 % |  |  |  |
| Eftergymn. (≥3 år)     | 34,2 % |  |  |  |
| Eftergymn. (≥3 år)     | 24,4 % |  |  |  |
| Ingen uppgift          | 1,0 %  |  |  |  |
| Ingen uppgift          | 3,0 %  |  |  |  |

| Förvärvsinkomst (2020) |         |  |  |  |
| Kön                    | Inkomst |  |  |  |
| Kvinnor                | 402,1   |  |  |  |
| Kvinnor                | 356,9   |  |  |  |
| Män                    | 545,9   |  |  |  |
| Män                    | 446,6   |  |  |  |
| Samtliga               | 471,1   |  |  |  |
| Samtliga               | 402,8   |  |  |  |

### Sysselsättning och hälsa
Arbetslösheten för personer mellan 20 och 64 år uppgick år 2020 till totalt 4,3 %, vilket var långt under genomsnittet för Helsingborg. Arbetslösheten för kvinnor var lägre än den för män även om Ramlösa var den stadsdel med tredje lägsta arbetslösheten bland män av alla Helsingborgs stadsdelar efter Gustavslund och Husensjö. Den öppna arbetslösheten uppgick 2020 till 2,9 %. Andelen förvärvsarbetande uppgick 2020 till totalt 85,7 %. Av de med arbete i stadsdelen pendlade 2 467 personer till arbeten utanför stadsdelen, medan 354 pendlade in från utanför Ramlösa till arbeten i stadsdelen.
Det genomsnittliga antalet utbetalda dagar med sjukpenning, arbetsskadesjukpenning, rehabiliteringspenning, sjukersättning och aktivitetsersättning från socialförsäkringen för stadsdelen uppgick år 2020 till 14 dagar, vilket var betydligt lägre än de 23 dagar som gällde för Helsingborg som helhet. Ohälsotalet var större för kvinnorna än för männen, men för båda könen låg det avsevärt under genomsnittet för staden som helhet och tillsammans med Tågaborg N var Ramlösa den stadsdel som hade näst lägst ohälsotal både totalt samt bland män och kvinnor efter Eskilsminne.
| Arbetslöshet (2020) |        |  |  |  |
| Kön                 | Andel  |  |  |  |
| Kvinnor             | 4,1 %  |  |  |  |
| Kvinnor             | 9,8 %  |  |  |  |
| Män                 | 4,5 %  |  |  |  |
| Män                 | 10,2 % |  |  |  |
| Samtliga            | 4,3 %  |  |  |  |
| Samtliga            | 11,1 % |  |  |  |

| Ohälsotal (2020) |       |  |  |  |
| Kön              | Dagar |  |  |  |
| Kvinnor          | 18    |  |  |  |
| Kvinnor          | 27    |  |  |  |
| Män              | 10    |  |  |  |
| Män              | 19    |  |  |  |
| Samtliga         | 14    |  |  |  |
| Samtliga         | 23    |  |  |  |

## Kända personer i Ramlösa
1918 flyttade författaren och trubaduren Birger Sjöberg till Ramlösa, och under sina sista år bodde han i Villa Daghill vid Källgatan. En minnessten och en orienteringstavla till Daghill finns i brunnsparken. Sjöberg dog 1929 och ligger begravd på Donationskyrkogården i Helsingborg. Även författaren och översättaren Johannes Edfelt bodde under sina sista år i Ramlösa.
Skådespelaren Fredrik Dolk, TV-kocken Tina Nordström, även kallad Mat-Tina, och författaren Folke Schimanski är bosatta i Ramlösa. Den socialdemokratiska politikern Ann Linde är uppväxt i Ramlösa.